# Molelos
Molelos is een plaats (freguesia) in de Portugese gemeente Tondela en telt 2640 inwoners (2001).